# Liste des planètes de l'univers de Fondation
Cet article liste les planètes mentionnées dans le Cycle de Fondation d'Isaac Asimov.

## Alpha
Planète océanique proche de la Terre, gravitant autour d'une étoile double. Une île artificielle y est aménagée, habitée par les descendants de réfugiés tardifs de la Terre.

## Anacréon
Il s'agit d'une planète autour de laquelle se forme un des quatre royaumes, qui tente d'asservir Terminus, causant la première des crises Seldon.

## Askone
Capitale d'un royaume qui tente d'asservir la Fondation avec l'aide de l'Empire, causant la troisième crise Seldon.

## Asperta
Planète partenaire commercial de Terminus.

## Aurora
C'est le premier monde colonisé par les Terriens puisqu'il est le plus proche de la Terre. Ce monde est le plus puissant des mondes spaciens. Dans le roman Les Robots de l'aube, le soleil d'Aurora est identifié comme étant Tau Ceti.

## Bonde
Planète partenaire commercial de Terminus.

## Cinna
Cinna est le monde dont est originaire Dors Venabili.

## Comporellon
Planète froide, associée à la Fédération de la Fondation. Les habitants y vivent de manière souterraine et ont des mœurs puritaines. Anciennement connu sous le nom de Baleyworld, elle fut l'une des premières colonisées par la seconde vague de colonisateurs, les Terriens. Dans le roman Terre et Fondation, le soleil de Comporellon est identifié comme étant Epsilon Eridani.

## Daribow
Il s'agit d'une planète autour de laquelle se forme un des quatre royaumes, qui tente d'asservir Terminus, causant la première des crises Seldon.

## Derowd
Un monde où le sexe avant le mariage et en groupe sont absolument libres jusqu'à 11700 ans E.G, lorsque la pression sociale de l'empire força la planète à se conformer à ses normes de comportement.

## Euterpe
Le monde d'Euterpe est une planète spatienne sur laquelle se rendent Gladia et Gremionis à l'occasion de leur voyage de noces comme nous l'apprend le sixième tome du cycle des robots. C'est un monde reconnu pour ses forêts tropicales incomparables et son satellite Gemstone, brillant d'un éclat très vif et faisant la réputation de la planète.

## Florina
Florina est une planète au centre de l'intrigue du roman Les Courants de l'espace. Elle est une colonie de Sark. Les habitants ont la peau extrêmement blanche avec les cheveux roux.
La planète est la seule à cultiver du skirt, variété de coton qui produit un textile extraordinaire, supérieur à la soie, à l'acier et aux fibres d'amiante. On l'exporte dans la galaxie entière.

## Gaïa
Gaïa est une planète colonisée très tôt dans l'histoire de la formation de l'empire Galactique. On sait qu'elle a été peuplée de Spaciens, les habitants de la première vague de colonisation (voir le cycle des robots). Ce sont les robots qui les ont « éduqués » : ils leur ont appris à se servir de pouvoirs mentaux. Ainsi, les habitants, livrés à eux-mêmes une fois les robots disparus, ont développé leurs nouveaux pouvoirs. Ils ont étendu leur champ d'application aux animaux, aux plantes, aux roches, et finalement à la planète tout entière.

## Getorin
Une agréable planète de villégiature à quelques années-lumière de Trantor.

## Hélicon
Hélicon est le monde dont est originaire Hari Seldon.
Il est situé de l'autre côté de la galaxie de trentor.
Les habitants sont de bons pratiquants d'arts martiaux.

## Horleggor
Horleggor fait partie des mondes marchands indépendants.

## Ifni
Monde à proximité duquel se déroula la première bataille entre l'armée de la Fondation et celle de Kalgan, sous le contrôle du Premier Citoyen Stettin, bataille qui se solda par la défaite de la Fondation.

## Iss
Planète des Mondes Marchands Indépendants, unis aux côtés de Port par leur méfiance à l'égard de Terminus.

## Jennisek
Planète proche de Hélicon ce qui en fait une proche rivale.

## Kalgan
Kalgan est un monde au climat semi-tropical située dans le secteur du même nom. C'est une destination touristique et de luxe de premier choix. Elle est conquise par Le Mulet, qui en fait la capitale de son Empire, appelé « Union des mondes ». Après la mort du Mulet, Kalgan devient une planète isolée qui n'attire plus personne.

## Konom
Il s'agit d'une planète autour de laquelle se forme un des quatre royaumes, qui tente d'asservir Terminus, causant la première des crises Seldon.

## Korell
Planète-capitale de la république korellienne au 2e siècle F.E. Korell a d'abord refusé d'ouvrir ses frontières au marchand de Terminus jusqu'à l'intervention de Hober Mallow.
Korell déclare la guerre à la Fondation en 155 E.F., mais capitule 3 ans plus tard à la suite d'une sévère chute de son économie due à l'absence d'aide de la Fondation dans la maintenance de son infrastructure nucléaire.
Après avoir été englobée dans l'empire de Terminus, Korell tomba aux mains des Kalganiens sans un combat.

## Libair
Planète avec les habitants ayant la peau la plus foncée de la galaxie. Une légende sur la planète indique que par le passé, Libair était opprimé et mis en esclavage par une autre planète.
Junz, un personnage de Les Courants de l'espace en est originaire.

## Loris ou Locris
Située à 20 parsecs (65 années-lumière) de Terminus, Loris est une planète capturée par l'Empire durant la campagne militaire de Bel Riose narrée dans Fondation et Empire.

## Melpomenia
C'est un monde spacien visité par Golan Trevize lors de son voyage pour trouver la Terre. L'atmosphère de la planète s'est évaporée et la seule vie présente est une variété de lichen. Golan Trevize y découvre un bâtiment qui indique les coordonnées de chacun des mondes spaciens et qui lui permet par déduction de trouver la Terre.

## Néotrantor
Monde agricole proche du centre de la Galaxie, où ce qu'il reste de l'Empire se réfugie après la chute de Trantor.

## Nexon
Monde Spacien à partir duquel Solaria a été colonisée. Il possede une population a l'epoque de la venue d'Elijah Baley de 2 millions d'habitants, decrite par Glaida comme la "limite de l'acceptable".

## Pallas
L'un des cinquante Mondes Spaciens de la première vague de Colonisation. À l'époque de Elijah Baley (Les Robots de l'Aube), la mode sur cette planète est de se colorer chaque poil de la barbe d'une couleur différente.

## Port ou Oasis
Monde marchand indépendant dont est originaire Toran Darell. Seule une frange est habitée, dans des cités troglodytes, car une de ses face est en permanence éclairée et l'autre dans l'obscurité.

## Quatre royaumes
Il s'agit de quatre potentats formés dans la province d'Anacréon et qui s'y disputent la suprématie, jusqu'à ce qu'ils soient soumis à la Fondation, puis incorporés.
Royaumes appelés par le nom de leur capitale : Anacréon, Smyrno, Konom et Daribow.

## Radole
Planète des Mondes Marchands Indépendants, unis aux côtés de Port par leur méfiance à l'égard de Terminus.

## Rhea
Planète spacienne.

## Rossem
Planète rurale sous le contrôle de Tazenda. Bail Channis suspecte que la Seconde Fondation se soit installée sur la planète. Il est rattrapé par Pritcher qui le suspect de faire partie de la Seconde Fondation. Le Mulet, ayant la même suspicion, atterri à son tour sur la planète. Le Mulet fut vaincu par le Premier Orateur sur la planète et fut converti en despote éclairé.

## Salinn
La première planète à être au courant de l'avancée du Mulet sur la Fondation

## Santanni
Santanni est une planète qui possède une université, dans laquelle Raych, le fils de Hari Seldon, va enseigner, las de Trantor. À la suite d'une rébellion, il y périt avec sa femme, Manella Dubanqua Seldon, et sa fille, Bellis.

## Sark
Sark possède la colonie de Florina, au centre du roman Les Courants de l'espace. Elle apparaît également dans le roman Fondation en péril.

## Sayshell ou Seychelle
Capitale de l'Union seychelloise, fédération qui entoure Gaia et qui a maintenu sa neutralité depuis l'époque impériale.

## Siwenna
Capitale d'un secteur excentré de l'Empire, Hober Mallow s'y rend et y constate le déclin de celui-ci et son infériorité technologique par rapport à la Fondation.

## Smyrno
Capitale d'un des quatre royaumes, dont est originaire Hober Mallow.

## Solaria
C'est le dernier monde de la première vague de colonisation ; il a été à l'origine colonisé par les membres de la classe supérieure de la planète Nexon, ce qui lui confère un statut particulier car il s'agit de la première planète colonisée par des Spaciens (les autres ont été colonisées par des Terriens).
Il est aussi considéré comme le plus extravagant. La population est de 20 000 personnes et 200 000 000 robots y sont utilisés. Chaque établissement (une maison comportant un couple) a donc à sa disposition 10 000 robots. Les habitants ont développé une attitude tellement individualiste et xénophobe qu'ils ne supportent plus de se voir dans la même pièce, mais au lieu de cela se visionnent grâce à des générateurs d'hologrammes très sophistiqués (appelés  appareils de stéréovison). Dans le roman Terre et Fondation (qui se déroule plusieurs millénaires après la colonisation de la planète), cette attitude a poussé les Solariens à se modifier génétiquement pour devenir hermaphrodites.
Lorsque Golan Trevize y fait escale durant sa recherche de la Terre (toujours dans Terre et Fondation), il repart de Solaria en emmenant avec lui Fallom, un enfant solarien.

## Synnax
Les habitants de Synnax sont considérés comme des « provinciaux » par les trantoriens. C'est la planète natale du psychohistorien Gaal Dornick.

## Terre
Planète des origines. Sa surface a été rendue radioactive par R. Giskard Reventlov et a été donc dépeuplée.

## Tazenda
« Finistelle » ou « Finstellis » dans certaines traductions françaises. Planète au centre d'une confédération suspectée d'être le siège de la Seconde Fondation (« Finistelle » selon Hari Seldon), elle est rasée par l'armée du Mulet. L'affrontement de celui-ci et du Premier Orateur a lieu sur Rossem, une planète dépendante de cette confédération. En anglais comme en français, le nom de la planète se rapproche de la description de la location de la seconde Fondation : en français, « là où finissent les étoiles » donne Finistelle, et en anglais, « where the stars end » donne Tazenda.

## Terminus
Cette petite planète isolée, aux confins de la galaxie, est le siège de la Première Fondation. Elle joue par conséquent un rôle majeur dans le plan Seldon.

## Trantor
Avant son pillage, Trantor est une œcumenopole de 40 milliards d'habitants. Elle est la capitale de l'Empire galactique durant plusieurs millénaires.

## Vega
Elle était la capitale de la province de Vega dans l'Empire galactique, l'une des provinces les plus riches de la galaxie. Jusqu'à la révolte de la préfecture d'Anacréon, elle commerçait avec Terminus. L'une des marchandises connues qu'elle exportait était du tabac de qualité particulièrement élevé.

## Vincetori
Mentionné dans Seconde Fondation. Elle était sur la route commerciale entre Kalgan et Tazenda .

## Voreg
Une planète dans la Préfecture d'Anacréon, proche de Santanni.

## Wanda
Le siège temporaire de la marine de Bel Riose, le général de l'Empire, pendant la guerre entre l'Empire et la Fondation. Ducem Barr et Lathan Devers ont été emprisonnés dans une prison de Wanda pendant cette guerre.

## Zoranel
Planète voisine de Terminus. Monde stérile où les membres de la Seconde Fondation capturés sur Terminus ont été exilés.